# منظمة بنات أيوب الدولية
منظمة بنات أيوب الدولية (بالإنجليزية: Job's Daughters International)‏ هي منظمة ماسونية مخصص للفتيات ما بين 10 و20 سنة تأسس سنة 1920 في أوماها الأمريكية على يد إثيل ويد ميك [الإنجليزية] التي كانت مولعة بقراءة سفر أيوب في الكتاب المقدس. قبل سنة 2004 كانت المنظمة تقبل البنات ما بين 13 و18 سنة فقط. وتضم منظمة بنات أيوب الفتيات اللواتي ينتسبن إلى ماسونيين من درجة أستاذ. وهي من المنظمات القلائل المرتبطة بالماسونية وفي نفس الوقت غير سرية.
ومقر اجتماع بنات أيوب يسمى المكان المقدس وهو بمثابة محفل. وأعلى درجة تسمى درجة الملكة المشرفة العظمى. ومعظم الأماكن المقدسة للمنظمة توجد في الولايات المتحدة وأستراليا وكندا والبرازيل والفلبين